# Marius Pârv
Marius Pârv din Ploștina, Gorj a fost un haiduc renumit în zona Gorjului și Mehedințiului, a fost pandur în luptele cu turcii și căpitan de panduri în Gorj, a fost printre primii care l-au însoțit pe Tudor Vladimirescu și a murit tăiat de eteriști, apărându-l pe Tudor până la ultima suflare.